# Nemesia dubia (Cambridge)
Nemesia dubia is een spinnensoort in de taxonomische indeling van de bruine klapdeurspinnen (Nemesiidae).
Nemesia dubia werd in 1874 beschreven door O. P.-Cambridge.

## Voorkomen
De soort komt voor in Spanje en Frankrijk